# Chi Ngưu bàng
Chi Ngưu bàng hay còn gọi chi Ngưu bảng, chi Ngưu báng (danh pháp khoa học: Arctium) là một chi thực vật thuộc họ Cúc (Asteraceae). Là bản địa Cựu Thế giới, nhưng một vài loài đã du nhập rộng khắp thế giới. Loài tiểu ngưu bảng (A. minus) mọc hoang dại trong nhiều khu vực của Bắc Mỹ, châu Âu và châu Á.
Các loài ngưu bảng có các lá màu lục sẫm, chúng có thể cao tới 45 cm (18 inch). Các lá này nói chung khá lớn, to cánh, hình trứng với các lá phía dưới có hình tim, phủ lông tơ ở mặt dưới. Các cuống lá rỗng. Các loài Arctium ra hoa từ tháng Bảy tới tháng Mười.
Các đầu đầy gai của các loài thực vật này đáng chú ý là do chúng rất dễ mắc vào quần áo cũng như lông của động vật, điều này tạo ra cơ chế tuyệt vời cho sự phát tán hạt của chúng. Các móc bám của hạt gây ra kích thích và có thể tạo ra những cục "tóc" trong ruột của động vật. Tuy nhiên, phần lớn các động vật không ăn các loại cây này.
Một lượng lớn các loài trước đây đã từng được xếp vào chi này, nhưng phần lớn trong số đó hiện nay đã được chuyển sang chi Cousinia có quan hệ họ hàng gần. Giới hạn chính xác giữa Arctium và Cousinia rất khó xác định; do ở đây có tương quan chính xác giữa phát sinh chủng loài ở mức phân tử của chúng. Các loài ngưu bảng đôi khi còn bị nhầm lẫn với các loài ké (chi Xanthium cùng họ) và đại hoàng (chi Rheum, họ Rau răm (Polygonaceae).
Rễ của ngưu bảng, cùng với các loài thực vật khác, bị ấu trùng của bướm ma (Hepialus humuli) ăn. Các loài thực vật này cũng bị ấu trùng của một số loài nhậy khác thuộc bộ Cánh vẩy (Lepidoptera) như Euproctis chrysorrhoea, Coleophora paripennella, Coleophora peribenanderi, Naenia typica,Eupithecia centaureata và Odontopera bidentata phá hại.
Phần thân màu lục phía trên mặt đất của các loài ngưu bảng có thể gây ra viêm da do tiếp xúc ở người do các loại lacton (hợp chất este vòng) do chúng sinh ra.

## Các loài[1]
1. Arctium atlanticum (Pomel) H.Lindb. - Algeria, Morocco
2. Arctium debrayi Senay - Pháp, Bỉ
3. Arctium lappa L.: Đại ngưu bảng, ngưu bảng, ngưu bàng, ngưu hoàng, cải thước - Phần lớn châu Âu + Á; tự nhiên hóa tại Bắc Mỹ, Australia, New Zealand
4. Arctium leiobardanum Juz. & C.serg. ex Stepanov - Siberia
5. Arctium minus (Hill) Bernh.: Tiểu ngưu bảng - Châu Âu + Tây Nam Á; tự nhiên hóa tại châu Mỹ, Australia, New Zealand
6. Arctium nemorosum Lej.	: Ngưu bảng rừng - Châu Âu, Kavkaz, Greenland
7. Arctium neumani (Rouy) Rouy - Trung + Đông Âu
8. Arctium nothum (Ruhmer) J.Weiss - Trung + Đông Âu
9. Arctium palladini (Marcow.) R.E.Fr. & Söderb. - Thổ Nhĩ Kỳ, Iran, Kavkaz
10. Arctium palladinii Grossh. - Iran, Kavkaz
11. Arctium platylepis (Boiss. & Bal.) Sosn. ex Grossh. - Thổ Nhĩ Kỳ, Iran, Kavkaz
12. Arctium pseudarctium (Bornm.) Duist. - Afghanistan, Tajikistan
13. Arctium sardaimionense Rassulova & B.A.Sharipova - Tajikistan
14. Arctium scanicum (Rouy) Rouy - Pháp, Bỉ
15. Arctium tomentosum Mill.: Ngưu bảng đầu lông, ngưu bảng lông tơ - Bắc và Đông Âu, Thổ Nhĩ Kỳ, Iran, Kavkaz, Siberia, Tân Cương; tự nhiên hóa tại Bắc Mỹ

### Lai ghép
1. Arctium × ambiguum (Čelak.) Nyman
2. Arctium × batavum Arènes
3. Arctium × bretonii Rouy
4. Arctium × mixtum (Simonk.) Nyman
5. Arctium × nothum (Ruhmer) J.Weiss

## Sử dụng

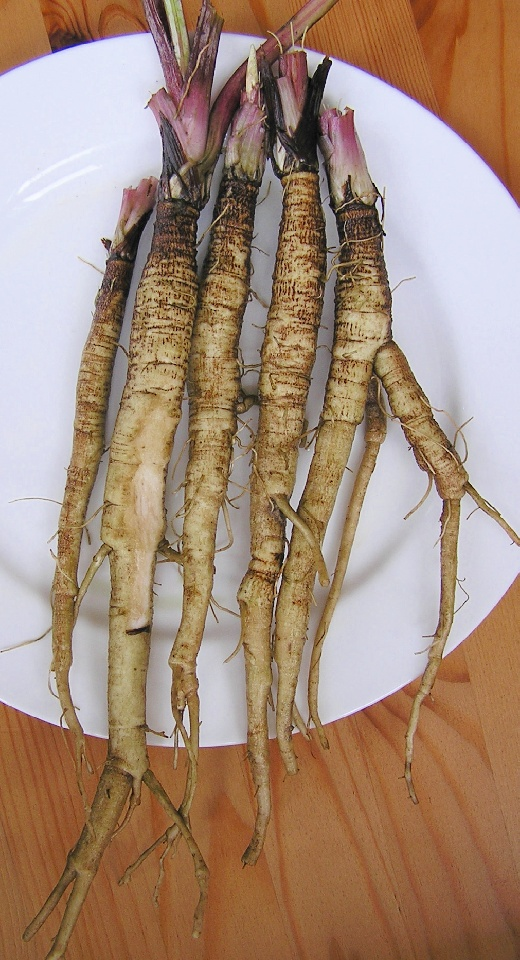
Rễ cây Ngưu bàng.

Rễ cái của các cây ngưu bàng non có thể được thu hoạch làm rau ăn. Trong khi nó không phổ biến trong ẩm thực châu Âu ngày nay thì nó vẫn là phổ biến tại châu Á, cụ thể là trong ẩm thực Nhật Bản, tại đây A. lappa (đại ngưu bàng) được gọi là gobo (牛蒡 hay ゴボウ). Loài này được trồng để lấy phần rễ thon mảnh của chúng, có thể dài tới 1 m và đường kính 2 cm. Rễ ngưu bàng rất giòn và có vị ngọt, dịu và hơi hăng với một chút vị chát của bùn, có thể khử bỏ được bằng cách ngâm rễ đã thái nhỏ trong nước từ 5-10 phút. Các cuống chồi hoa cũng có thể thu hoạch vào cuối mùa xuân, trước khi hoa nở; hương vị của nó tương tự như của atisô, loài cây có qua hệ họ hàng gần với chúng. Một món ăn phổ biến của người Nhật gọi là kinpira gobo (ngưu bảng kim bình), bao gồm rễ ngưu bàng và cà rốt thái nhỏ, om với xì dầu, đường, rượu mirin và/hoặc rượu sake, cùng dầu vừng; một món khác là makizushi ngưu bàng (sushi trộn lẫn với rễ ngưu bàng ngâm dấm chứ không phải cá; với rễ ngưu bàng thường được nhuộm màu cam cho giống cà rốt). Trong nửa sau thế kỷ 20, ngưu bảng đã nhận được sự công nhận quốc tế cho việc sử dụng trong ẩm thực của nó do sự phổ biến ngày càng tăng của xu hướng dinh dưỡng ăn chay, làm tăng sự tiêu thụ ngưu bảng. Nó cũng chứa một lượng đáng kể chất xơ (GDF: khoảng 6 g trên 100 g), calci, kali và các amino acid  Lưu trữ 2012-09-04 tại Archive.today và ít calo. Nó cũng chứa các polyphenol làm cho bề ngoài sẫm màu và có vị chát của bùn bằng cách hình thành các phức chất tanin-sắt nhưng vị chát này lại có sự hài hòa tốt với thịt lợn trong món súp miso (tonjiru/butajiru) và cơm thập cẩm kiểu Nhật (takikomi gohan).
Dandelion and burdock (Bồ công anh và ngưu bàng) là một loại nước giải khát phổ biến từ lâu ở Vương quốc Anh, và các công thức đích thực được các của hàng thực phẩm bổ dưỡng bán, nhưng không rõ là tại các siêu thị thì loại đồ uống có tên gọi như vậy có thực sự chế biến từ các loài cây này hay không. Người ta cho rằng ngưu bàng có chứa các chất làm gia tăng tiết sữa.
Trong y học cổ truyền, người ta cho rằng ngưu bàng có tác dụng lợi tiểu, tăng bài tiết mồ hôi và có tác dụng lọc máu. Hạt của A. lappa được sử dụng trong y học cổ truyền Trung Hoa, dưới tên gọi ngưu bàng tử (tiếng Trung: 牛蒡子).
Ngưu bàng đã từng là cây thuốc được ưa chuộng trong nhiều thế kỷ và được sử dụng để điều trị nhiều loại bệnh. Tinh dầu chiết từ rễ ngưu bàng khá phổ biến tại châu Âu trong các loại thuốc điều trị trên da đầu như làm cho tóc bóng và khỏe hơn. Nó cũng được dùng để chống ngứa và gàu trên đầu. Các nghiên cứu hiện đại cho thấy tinh dầu từ rễ ngưu bàng chứa nhiều các phytosterol và các axít béo (bao gồm cả các EFA chuỗi dài rất hiếm), là các chất dinh dưỡng cần thiết để duy trì da đầu khỏe mạnh và tăng cường sự phát triển tự nhiên của tóc.

## Ngưu bảng và băng quai nhám

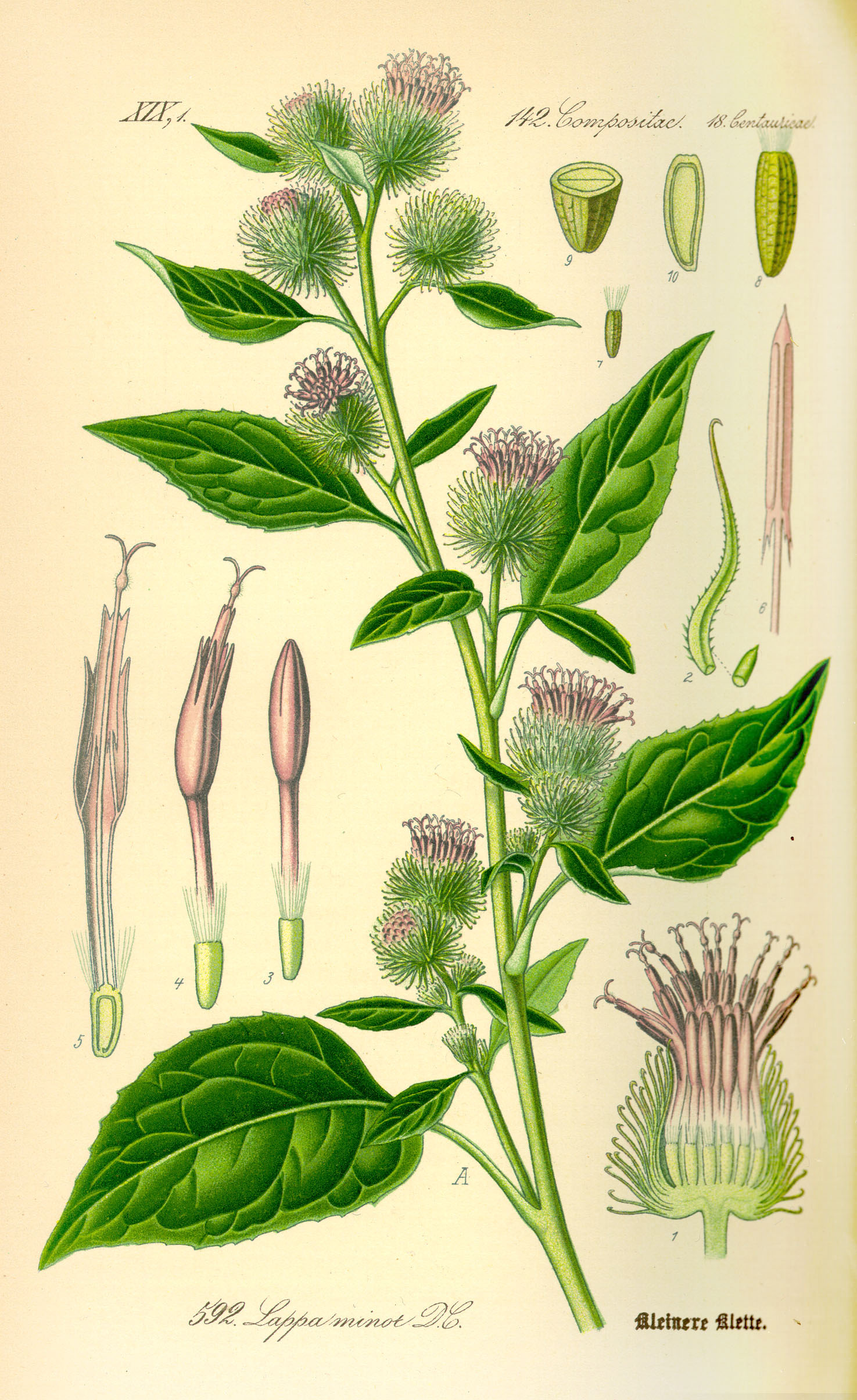
Tiểu ngưu bảng (Arctium minus)
trong Flora von Deutschland, Österreich und der Schweiz của Thomé, 1885

Sau khi đi dạo cùng con chó của mình trong một ngày đầu thập niên 1940, George de Mestral, một nhà phát minh người Thụy Sĩ, đã rất chú ý tới các hạt ngưu bảng bám trên quần áo của ông và trên lông con chó. Dưới kính hiển vi, ông đã nhìn thấy cơ chế móc bám của nó và ông đã sử dụng cơ chế tương tự như vậy trong phát minh của mình để sáng chế ra một loại khóa dán là băng quai nhám (velcro).

## Lev Tolstoy
Văn hào Nga, Lev Tolstoy, đã viết trong nhật ký của mình vào năm 1896 về mảnh rễ nhỏ của ngưu bảng mà ông nhìn thấy trên cánh đồng đã cày "đen đúa trong cát bụi nhưng vẫn sống và đỏ ở tâm... Nó làm tôi mong muốn được viết ra. Nó minh chứng cho cuộc sống đến lúc kết thúc, và một mình giữa cánh đồng, vì lý do này hay lý do khác nó đã xác nhận điều này".